# Third Man Records

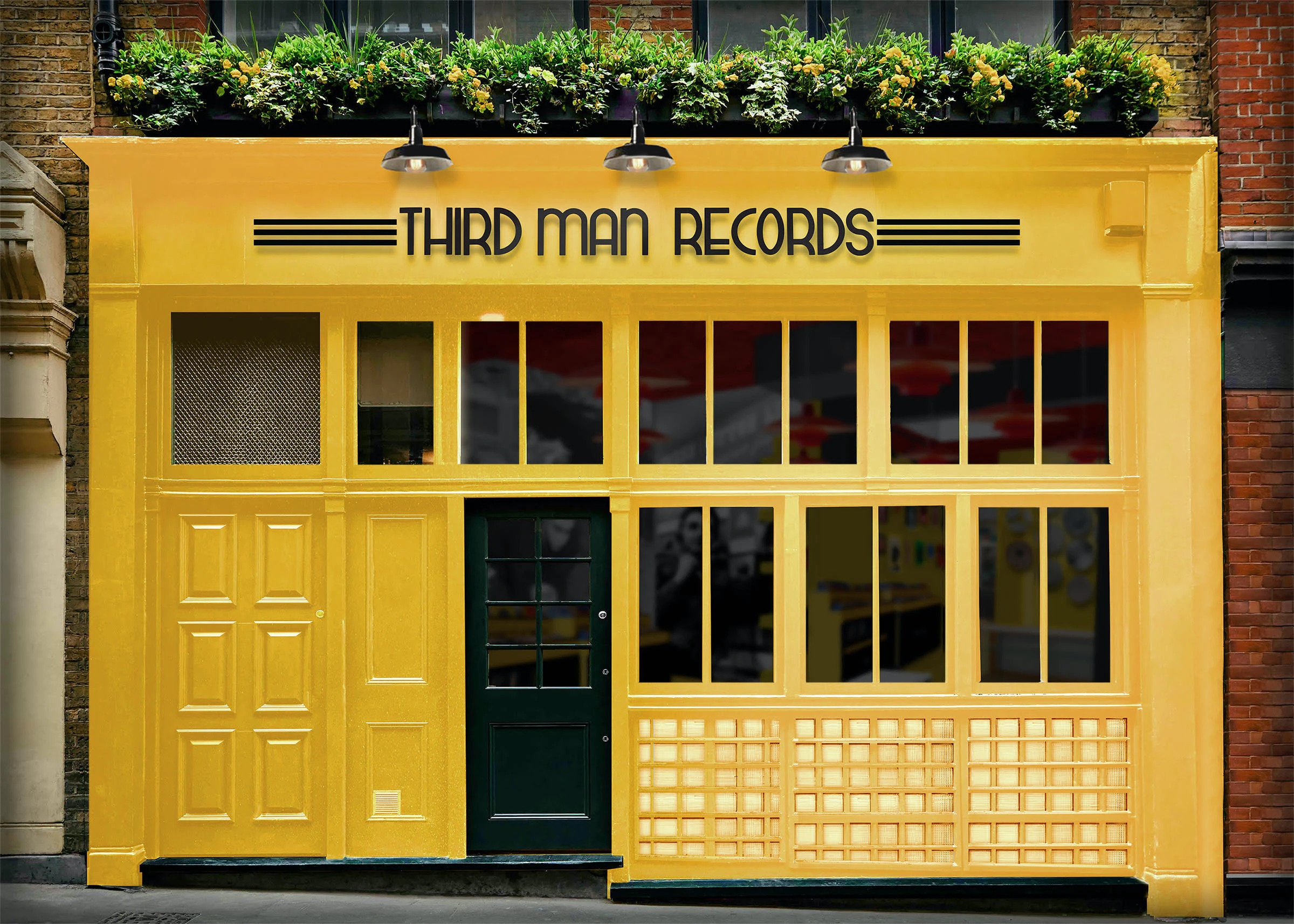
Façade de Third Man Records, 1 Marshall Street à Soho, Londres.

Third Man Records est une maison de disques créée par Jack White, en 2001. En 2009, elle s'implante à Nashville, dans le Tennessee, prenant la forme d'un complexe de production musicale.

## Histoire
Fondée en 2001 par Jack White, la première implantation physique de Third Man Records se concrétise à Nashville, aux États-Unis, en 2009. Le centre de production musicale construit comprend un studio d'enregistrement, une salle de concert, un studio et un laboratoire photographique et une boutique. À l'occasion de son ouverture The Dead Weather y firent une courte représentation aux 150 invités alors présents.
Le nom de la compagnie s'inspire du film Le Troisième Homme de Carol Reed.
En 2020, le label a organisé une vente aux enchères d'instruments, vêtements et autres outils qui ont fait les plus grands moments de la maison. Il se sépare de certains de ses instruments les plus iconiques comme des guitares de la collection personnelle de Jack White ou encore la batterie utilisée pour le clip de Hardest Button To Button.
Organisée sur le site "Online Nashville Auctions", la vente a eu lieu le mercredi 26 août 2020. Chaque vente a été accompagnée d'un certificat d'authenticité délivré par le label.

## Third Man Rolling Record Store
Le Third Man Rolling Record Store est un petit camion jaune au logo de Third Man Records. Faisant office de boutique roulante, on y trouve des disques édités par le label ainsi que divers objets de merchandising. Il se déplace lors de divers concerts, festivals ou autres évènements.

## Production discographique
Bien que Third Man Records commercialise des CD et des morceaux digitaux via iTunes, les disques vinyles, parfois édités en tirage limité, sont ses productions de base.

## Productions de platines disques

### L’Icarus Craft
L’Icarus Craft est une platine haut de gamme développé par le label "Third Man Records" destiné à jouer perpétuellement de la musique dans l’espace.
Le disque joué est une version plaquée or d’A Glorieux Dawn de Carl Sagan, disque déjà vendu à 3 millions d’exemplaires.
Le lancement dans l’espace a été opéré le 30 juillet 2016, pour fêter les 7 ans du label à Nashville.

### Artistes produits[1]
- The Dead Weather
- The White Stripes
- Karen Elson
- Wanda Jackson
- Jack White
- Le groupe Yak